# Episodi di New Girl (sesta stagione)

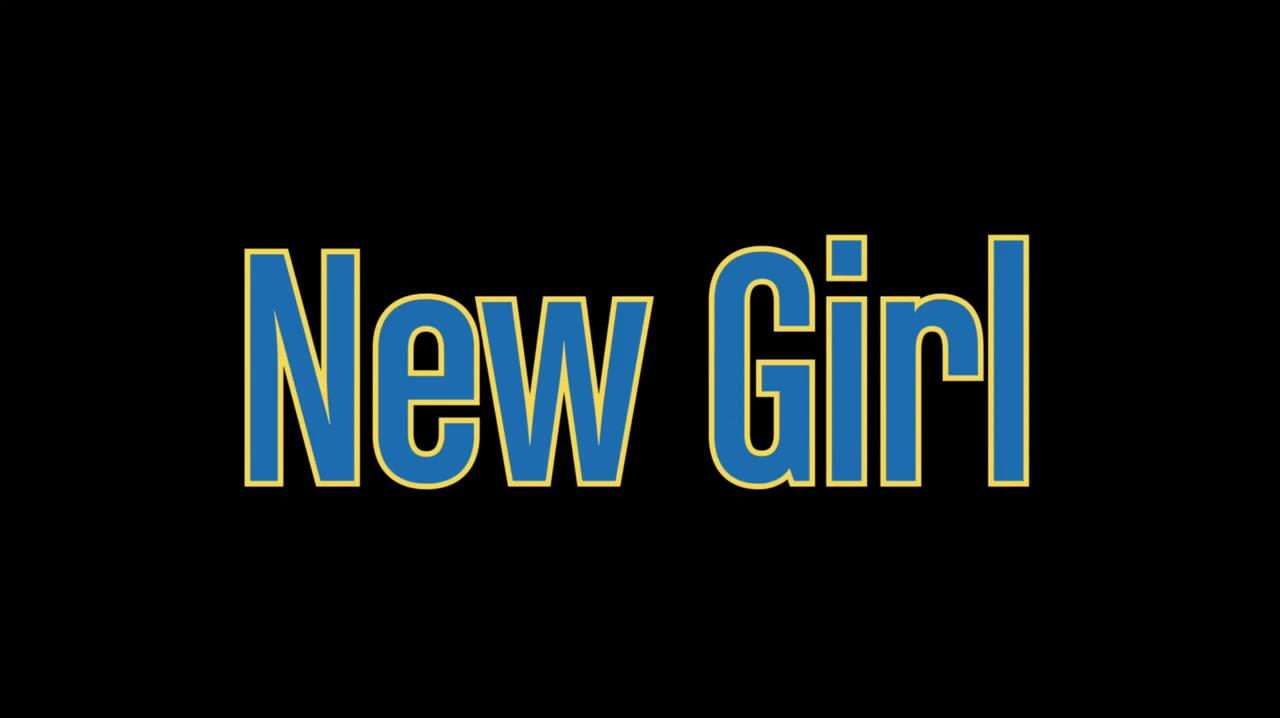
Immagine dalla sigla utilizzata nella sesta stagione della serie

La sesta stagione della serie televisiva New Girl, composta da ventidue episodi, è trasmessa in prima visione assoluta negli Stati Uniti d'America dal 20 settembre 2016 al 4 aprile 2017.
Il quarto episodio, Ritorno a New York, rappresenta la seconda e ultima parte di un cross-over con Brooklyn Nine-Nine, iniziato con il quarto episodio della quarta stagione di quest'ultima serie, intitolato The Night Shift.
In Italia la stagione è trasmessa in prima visione da Fox Comedy, canale a pagamento della piattaforma satellitare Sky, dal 21 novembre 2016 al 22 maggio 2017.
| n° | Titolo originale      | Titolo italiano                    | Prima TV USA      | Prima TV Italia  |
| -- | --------------------- | ---------------------------------- | ----------------- | ---------------- |
| 1  | House Hunt            | Una nuova vita                     | 20 settembre 2016 | 21 novembre 2016 |
| 2  | Hubbedy Bubby         | Trump vs Clinton                   | 27 settembre 2016 | 28 novembre 2016 |
| 3  | Single and Sufficient | Single e autosufficienti           | 4 ottobre 2016    | 5 dicembre 2016  |
| 4  | Homecoming            | Ritorno a New York                 | 11 ottobre 2016   | 12 dicembre 2016 |
| 5  | Jaipur Aviv           | Jaipur Aviv                        | 18 ottobre 2016   | 19 dicembre 2016 |
| 6  | Ready                 | Pronta                             | 15 novembre 2016  | 9 gennaio 2017   |
| 7  | Last Thanksgiving     | Un Ringraziamento complicato       | 22 novembre 2016  | 16 gennaio 2017  |
| 8  | James Wonder          | Sotto copertura                    | 29 novembre 2016  | 23 gennaio 2017  |
| 9  | Es Good               | Doppio appuntamento                | 6 dicembre 2016   | 30 gennaio 2017  |
| 10 | Christmas Eve Eve     | La vigilia della vigilia di Natale | 13 dicembre 2016  | 6 febbraio 2017  |
| 11 | Raisin's Back         | Il ritorno di Reagan               | 3 gennaio 2017    | 13 febbraio 2017 |
| 12 | The Cubicle           | L'ufficio in casa                  | 10 gennaio 2017   | 20 febbraio 2017 |
| 13 | Cece's Boys           | I ragazzi di Cece                  | 17 gennaio 2017   | 6 marzo 2017     |
| 14 | The Hike              | L'escursione                       | 24 gennaio 2017   | 13 marzo 2017    |
| 15 | Glue                  | Colla                              | 7 febbraio 2017   | 20 marzo 2017    |
| 16 | Operation: Bobcat     | Operazione Lince                   | 14 febbraio 2017  | 27 marzo 2017    |
| 17 | Rumspringa            | Fuga dalle responsabilità          | 21 febbraio 2017  | 3 aprile 2017    |
| 18 | Young Adult           | Ossessionate da Pepperwood         | 28 febbraio 2017  | 10 aprile 2017   |
| 19 | Socalyalcon VI        | Troppi punti d'accesso             | 14 marzo 2017     | 17 aprile 2017   |
| 20 | Misery                | Misery                             | 21 marzo 2017     | 24 aprile 2017   |
| 21 | San Diego             | San Diego                          | 28 marzo 2017     | 8 maggio 2017    |
| 22 | Five Stars for Beezus | Arrivi e partenze                  | 4 aprile 2017     | 22 maggio 2017   |

## Una nuova vita
- Titolo originale: House Hunt
- Diretto da: Zooey Deschanel
- Scritto da: Luvh Rakhe

### Trama
Dopo aver capito di essere ancora innamorata di Nick, Jess ha passato tutta l'estate cercando di distrarsi con nuovi e strani hobby. Tuttavia, quando Nick torna in anticipo dal suo viaggio a New Orleans, la ragazza riesce a malapena a rivolgergli la parola perché le fa troppo male stare a contatto con lui e dall'altra lato fatica a tenere per sè ciò che prova: quando finalmente ci riesce, lui le dice che il viaggio è stato un tocca sana e l'ha aiutato a ritrovare se stesso, che si è messo d’impegno ed è riuscito finalmente a scrivere e finire il suo tanto atteso primo libro e lo ha dedicato proprio a lei, colei che più di tutti ha sempre creduto in lui e la ragazza è felice e commossa allo stesso tempo. Intanto, Schmidt e Cece hanno difficoltà a trovare una casa, specialmente a causa della loro agente immobiliare, l'incompetente sorella minore di Aly, Leslie. Data l'incapacità di questa, Schmidt e Cece decidono di licenziarla e Winston, per tirarla su di morale, le chiede di cercare una casa per lui, nonostante non ne abbia bisogno.

## Trump vs Clinton
- Titolo originale: Hubbedy Bubby
- Diretto da: Steve Welch
- Scritto da: Sarah Tapscott

### Trama
Mentre partecipano alla campagna elettorale di Hillary Clinton, Jess e Cece scommettono con Schmidt di riuscire a far registrare cinque nuovi votanti. Secondo l'accordo, se le ragazze fossero riuscite nell'impresa Schmidt avrebbe dovuto votare per la Clinton. Intanto Nick chiede aiuto a Winston, non riuscendo a parlare a Reagan tramite telefono.

## Single e autosufficienti
- Titolo originale: Single and Sufficient
- Diretto da: Michael Schultz
- Scritto da: Kim Rosenstock e Joe Wengert

### Trama
Schmidt e Cece vanno in campeggio, portando Jess e i suoi amici che, insieme, fanno parte di un gruppo di single per scelta guidato da Robby. Durante il soggiorno, Schmidt e Cece capiscono che sta nascendo qualcosa tra Jess e Robby, nonostante le severe regole del gruppo vietino relazioni amorose, specialmente tra gli stessi membri. Aly fa ritorno dall'addestramento a Quantico e cerca di rimediare al tempo perso con Winston facendo molto sesso durante il campeggio. Nick chiede consiglio a Schmidt circa il suo nuovo libro; tuttavia Schmidt non ha nessun commento da fare e ciò getta Nick nel blocco dello scrittore.

## Ritorno a New York
- Titolo originale: Homecoming
- Diretto da: Trent O'Donnell
- Scritto da: Matt Fusfeld e Alex Cuthbertson

### Trama
Il gruppo accompagna Schmidt a New York per ricevere un premio speciale dal suo vecchio liceo, dove era stato vittima di bullismo a causa della sua ingenuità e obesità. Jess affronta la sua paura di tornare a New York, nonostante abbia avuto una terribile esperienza in quella città. Finisce col farsi requisire la macchina dal detective Jake Peralta, che la distrugge scontrandosi con un'edicola. Jess è quindi costretta a recarsi al novantanovesimo distretto per affrontare la situazione. Alla fine, capisce perché ha avuto quella pessima esperienza nella città. Nel frattempo, cercando di guadagnare dei soldi per poter tornare a casa di Schmidt a Long Island, Nick e Winston si improvvisano musicisti di strada in metropolitana. La madre di Schmidt, Louise, e Cece competono tra di loro per soddisfare Schmidt. Alla fine Schmidt viene nuovamente deriso dai suoi ex compagni, così Cece interviene per difenderlo insultando tutti e per questo viene apprezzata dalla suocera.

## Jaipur Aviv
- Titolo originale: Jaipur Aviv
- Diretto da: Erin O'Malley
- Scritto da: Berkley Johnson

### Trama
Schmidt e Cece iniziato a rinnovare la loro nuova casa che hanno chiamato Jaipur Aviv, ma Schmidt si trova spesso in disaccordo con Cece, avendo gusti completamente diversi da lei. Jess, Nick e Winston concordano nel dover trovare un quarto inquilino per il loft e Nick suggerisce di chiedere a Reagan. Il gruppo decide quindi di mettere ai voti la decisione.

## Pronta
- Titolo originale: Ready
- Diretto da: Trent O'Donnell
- Scritto da: Noah Garfinkel

### Trama
Jess decide di provare a frequentare nuove persone per dimenticare Nick, così si reca in palestra con Schmidt, che le propone di rimettersi insieme a Robby. Al contempo Nick, impegnato nella stesura del suo nuovo romanzo, nomina Cece responsabile del bar e manager del barista/aspirante modello durante la sua assenza e una donna flirta con Winston, nonostante questo frequenti ancora Aly.

## Un Ringraziamento complicato
- Titolo originale: Last Thanksgiving
- Diretto da: Trent O'Donnell
- Scritto da: Joni Lefkowitz

### Trama
Gavin, il padre di Schmidt, giunto al loft per festeggiare insieme al figlio il Ringraziamento, è amareggiato per la recente rottura con la sua ragazza. Dopo essersi confrontato con questa, Schmidt viene a scoprire che l'uomo ha in realtà ben cinque fidanzate. Jess tenta di lasciare Robby, ma i sensi di colpa la ostacolano; tuttavia, il ragazzo comprende l'impossibilità della relazione nel momento in cui Gavin flirta con Jess.

## Sotto copertura
- Titolo originale: James Wonder
- Diretto da: Trent O'Donnell

Jess propone la sua candidatura a preside della scuola

- Scritto da: Ethan Sandler e Adrian Wenner

### Trama
Nick si adopera per trovare il regalo di matrimonio perfetto per Schmidt e Cece. Jess si candida a presidente della scuola e, dovendo ricevere il supporto del consiglio dei genitori, accetta l'aiuto di Winston che si spaccia per l'architetto James Wonder.

## Doppio appuntamento
- Titolo originale: Es Good
- Diretto da: Trent O'Donnell
- Scritto da: Rob Rosell

### Trama
Robby decide di far ingelosire Jess iniziando a frequentare una nuova ragazza, Babs, così Jess chiede di uscire a Stavros, un ragazzo greco, e combina un doppio appuntamento. Nick e Schmidt provano a velocizzare i lavori all'interno della casa di Schmidt e Cece. Quest'ultima e Winston, nel frattempo, riflettono sulla loro condizione attuale.

## La vigilia della vigilia di Natale
- Titolo originale: Christmas Eve Eve
- Diretto da: Trent O'Donnell
- Scritto da: Sophia Lear

### Trama
Nonostante i ragazzi sembrino fermamente decisi ad annullare il festeggiamento del Natale, giudicato come troppo stressante, Jess trova come compromesso quello di organizzare un Babbo Natale Segreto: ogni componente del loft deve pescare il nome della persona a cui fare il regalo, in modo che ognuno ne faccia e ne riceva solo uno. Jess ha il compito di fare un regalo a Nick, così contatta Reagan e la convince a raggiungere Nick.

## Il ritorno di Reagan
- Titolo originale: Raisin's Back
- Diretto da: Dana Fox
- Scritto da: Eliot Glazer

### Trama
Reagan, tornata a Los Angeles, si trasferisce al loft con i ragazzi. La donna ha l'obiettivo di intraprendere una relazione stabile con Nick, ma entrambi nascondono dei segreti e finiscono col coinvolgere anche Jess. Dopo che Winston ha distrutto il jukebox del bar, Schmidt si offre di scegliere la musica per il locale. Per dimostrargli che ha dei pessimi gusti musicali, Winston e Cece sono sicuri di riuscire a riprodurre un pezzo di suo gradimento senza grandi sforzi.

## L'ufficio in casa
- Titolo originale: The Cubicle
- Diretto da: Jay Chandrasekhar
- Scritto da: Kim Rosenstock

### Trama
La carriera di Cece come agente di modelli inizia e la ragazza sfrutta uno dei tavoli del bar come proprio ufficio. Il primo cliente, Donovan, si sente talmente a suo agio nei panni del poliziotto che decide di diventarlo realmente, mandando così in crisi il nuovo lavoro di Cece. Jess si offre di pagare le spese mediche per il ginocchio di Robby, mentre Nick dà a Reagan il suo romanzo, ma la ragazza non sembra così interessata a leggerlo.

## I ragazzi di Cece
- Titolo originale: Cece's Boys
- Diretto da: Trent O'Donnell
- Scritto da: Joe Wengert

### Trama
Non appena le grandi agenzie di moda ingaggiano i modelli di Cece, Jess e Reagan decidono di aiutarla a reclutarne dei nuovi. Tuttavia, le ragazze riescono a trovare solo Dean, un uomo attraente ma inesperto, e Kirby e Bruce, due ragazzi strani scelti all'ultimo minuto. Schmidt, in procinto di trasferirsi nella nuova casa, ha paura di perdere l'amicizia con Nick e Winston così realizza con questi un rituale tutto loro: passare insieme una giornata alle terme.

## L'escursione
- Titolo originale: The Hike
- Diretto da: Josh Greenbaum
- Scritto da: Sarah Tapscott

### Trama
Durante una giornata d'escursioni, Jess e Robby scoprono di essere cugini di terzo grado, motivo per il quale la loro relazione si interrompe bruscamente. Winston, intanto, organizza una festa a sorpresa per il ritorno a casa di Aly presso la nuova casa di Schmidt e Cece.

## Colla
- Titolo originale: Glue
- Diretto da: Trent O'Donnell
- Scritto da: Marquita J. Robinson

### Trama
Nel momento in cui il romanzo di Nick viene rifiutato da un editore, Reagan riesce a giungere a un accordo con una libreria per vendere il libro del ragazzo e permettergli di compiere una lettura della storia. Mentre realizzano le copertine di alcune copie del libro da portare alla lettura, Nick e Jess rimangono inebriati dal profumo della colla. Arrivati alla libreria, però, Nick ha uno dei suoi soliti attacchi di panico ed è solo grazie alle parole incoraggianti di Jess che riesce a superare la crisi e a svolgere la lettura. Al contempo, Winston chiede a Cece e Schmidt aiuto per fare la proposta di matrimonio ad Aly, incaricandoli di tenerla occupata.

## Operazione Lince
- Titolo originale: Operation: Bobcat
- Diretto da: Steve Welch
- Scritto da: Lamar Woods

### Trama
Jess si impegna a dimostrare agli amici che è piacevole e giusto stare da soli il giorno di san Valentino, ma allo stesso tempo aiuta Winston a organizzare la proposta di matrimonio per Aly: il piano riesce e i due finalmente si fidanzano. Nel frattempo, Schmidt compete per un'importante promozione e, per impressionare il suo capo Kim, acquista un nuovo vestito.

## Fuga dalle responsabilità
- Titolo originale: Rumspringa
- Diretto da: Josh Greenbaum
- Scritto da: Sophia Lear e Noah Garfinkel

### Trama
Per sposarsi, Winston deve prima divorziare da Rhonda, con la quale si è sposato per scherzo, ma per convincerla a firmare la documentazione, Winston e Aly devono aiutarla a portare a compimento l'ennesimo scherzo. Nel frattempo, Jess festeggia l'ambita promozione a preside della scuola, ma finisce per proiettare le sue ansie su una delle sue giacche e, poiché anche Schmidt è nervoso circa il nuovo incarico lavorativo ottenuto, decidono di passare una giornata a Solvang insieme a Nick, finendo per rimanere chiusi in una cantina di vini.

## Ossessionate da Pepperwood
- Titolo originale: Young Adult
- Diretto da: Jay Chandrasekhar
- Scritto da: Jason Daugherity

### Trama
Jess scopre che i suoi studenti amano il libro di Nick: perciò lo utilizza per ottenere più apprezzamento come preside. Nel frattempo, Schmidt sta conducendo dei colloqui per assumere un assistente, scegliendo infine Jeremy, che si dà un gran da fare per soddisfare le esigenze del nuovo capo. Winston e Cece scoprono che Ferguson, il gatto di Winston, passa gran parte del suo tempo da Gil, che abita nell'appartamento a fianco.

## Troppi punti d'accesso
- Titolo originale: Socalyalcon VI
- Diretto da: Trent O'Donnell
- Scritto da: Berkley Johnson

### Trama
Con orrore, Jess si rende conto che è soprattutto grazie a lei che Nick e Reagan riescono a portare avanti la loro storia, dato che i due non sono mai in grado di comunicare e chiedono sempre aiuto a lei, che risolve loro tutti i problemi: per questo motivo decide di non interferire più nella loro relazione. Nel frattempo, Cece e Schmidt si adoperano al fine di rendere la loro casa, caratterizzata dalla presenza di troppi punti d'accesso, un luogo più sicuro e Winston scopre un segreto imbarazzante sul passato di Aly.

## Misery
- Titolo originale: Misery
- Diretto da: Erin O'Malley
- Scritto da: Luvh Rakhe

### Trama
Ancora sofferente per sentimenti che prova per Nick e che non può confessargli perché finalmente lui sembra felice con un’altra, Jess si reca a Portland per prendersi cura del padre Bob. Intanto, Schmidt e Cece passano più tempo al loft che in casa loro, mentre Aly incontra l'iperprotettiva madre di Winston, Charmaine. Infine, Nick inizia finalmente a mettere in discussione la sua relazione con Reagan nel momento in cui questa omette di aver ricevuto una promozione al lavoro, rendendosi effettivamente conto che i due non comunicano e non parlano mai: l’uomo capisce che ora vuole di più, che una relazione come quella con Reagan non gli basta più e ora vuole una vera vita di coppia e quella con Reagan non lo è.

## San Diego
- Titolo originale: San Diego
- Diretto da: Trent O'Donnell
- Scritto da: David Feeney e Rob Rosell

### Trama
Jess, ancora a Portland confusa riguardo alla propria situazione sentimentale, viene a sapere della separazione di suo padre Bob con la fidanzata Ashley e perciò gli combina un appuntamento con Priscilla, la proprietaria di una gelateria frequentata dall'uomo. A Los Angeles, Schmidt vuole lanciare il proprio marchio, ma siccome il suo nome di famiglia è già in uso, decide di usare il suo nome di battesimo che è Winston. Nick cerca di rompere con Reagan ma non sa come fare: preso dal panico, abbandona la donna su un treno diretto per San Diego. Alla fine, Reagan torna al torna al loft e decide autonomamente di andarsene e Nick, sentendosi in colpa per come l’ha trattata e spinto da Aly, le dice la verità. Così, anche Reagan gli confessa che stava pensando da un po’ di lasciarlo perché si è resa conto a sua volta che non sono fatti per stare insieme: i due, così, si dicono addio e la donna se ne va. Intanto, Jess viene a sapere dal padre di quanto accaduto tra Reagan e Nick in quanto quest’ultimo aveva chiamato a casa sua per parlare con lei perché sapeva che era l’unica che avrebbe saputo come aiutarlo e, grazie alle belle parole che lui ha speso per lei, Bob si è convinto che anche Nick ami ancora Jess, sebbene non se ne sia ancora reso conto. Così, incoraggiata dal padre, Jess si mette in viaggio verso casa, decisa a confessare a Nick il suo amore per lui.

## Arrivi e partenze
- Titolo originale: Five Stars for Beezus
- Diretto da: Erin O'Malley
- Scritto da: Elizabeth Meriwether

### Trama
La ginecologa di Cece, Sadie, rivela che la donna è incinta: tutti, per via di un equivoco, vengono a sapere la notizia ancor prima della diretta interessata e sarà poi Schmidt a dare alla moglie la fantastica notizia. Aly si mette in contatto con il padre di Winston, che aveva abbandonato la propria famiglia molti anni prima, e, dopo alcune remore, anche Winston si convince a fare un passo verso di lui. Jess, tornata a Los Angeles, è determinata a esternare a Nick ciò che prova per lui, tuttavia, dopo averlo sentito dire ad una lettura del suo libro che i personaggi principali (ispirati a loro due) non si metteranno mai insieme perché troppo diversi, rinuncia all'idea di dichiarargli il suo amore credendo che sia ciò che lui pensa di loro due nella vita reale. A casa loro, Schmidt e Cece parlano a loro volta della storia tra Nick e Jess e, dopo tutti gli anni trascorsi a guardali essere innamorati l’uno dell’altra, concordano invece che i due siano fatti per stare insieme. Perciò, il giorno dopo, Schmidt, accompagnando l'amico da un editore che gli ha proposto di pubblicare il suo libro, cerca di fargli aprire gli occhi sul fatto che ha sempre amato Jess fin dal giorno in cui andò a vivere con loro al loft e che non l'ha mai visto guardare nessun altro come ha sempre guardato lei (tranne lui stesso in qualche occasione, aggiunge scherzando), rivelandogli inoltre che la ragazza ha deciso di tornare a Portland e che quindi potrebbe perderla per sempre: lo invita pertanto, per una volta nella sua vita, a non avere paura e a smettere di scappare come invece ha sempre fatto. Nick, dopo aver riflettuto sulle parole di Schmidt e parlando proprio dei protagonisti del suo libro con l'editore, capisce che il principale motivo per cui il personaggio ispirato a se stesso si alza ogni mattina è quello ispirato a Jess (e che quindi lo stesso vale per lui nella vita reale). Nick quindi, dopo aver capito che ama ancora Jess e che è proprio soprattutto grazie a lei e ai suoi incoraggiamenti costanti a non arrendersi che è arrivato dov’è ora, corre al loft per fermarla prima che sia troppo tardi, ma lei è già andata via. Intanto, però, anche Jess ha deciso di essere coraggiosa e di smettere di scappare, quindi torna indietro. Così, sull'ascensore del loft, Nick e Jess finalmente si ritrovano per la prima volta faccia a faccia: i due si baciano con passione e tornano insieme definitivamente. 